# Alina Świderska
Alina Świderska ps. J. Sielski (ur. 13 stycznia 1875 w Krakowie, zm. 12 stycznia 1963 tamże) – polska powieściopisarka i tłumaczka.

## Życiorys
Córka Tytusa i Marii z Bohowitynów-Kozieradzkich. Ukończyła szkołę średnią (1888), Konserwatorium Towarzystwa Muzycznego (1892) i kursy A.Baranieckiego (1893) w Krakowie. Absolwentka Uniwersytetu Jagiellońskiego (1900). Pracowała jako nauczycielka literatury powszechnej i francuskiej w szkole H.Strażyńskiej (1909–1914). W latach 1919–1921 pracowała w Ministerstwie Spraw Zagranicznych. Była członkiem Kongregacji Mariańskiej Pań Archidiecezji Krakowskiej i członkiem Związku Zawodowego Literatów Polskich.
Tłumaczyła twórczość Percy’ego Bysshego Shelleya, George’a Gordona Byrona, Vicenta Blasco Ibáñeza, Marka Twaina, Charles’a Baudelaire’a, Antonia Negri, Helen Keller a także bajki japońskie oraz Boską komedię Dantego Alighieri (1947), za co uhonorowano ją członkostwem w Artis Templum.
Zmarła w Krakowie. Została pochowana na cmentarzu Rakowickim (kwatera IIA-zach-po praw. Zubrzyckiego).

## Odznaczenia
- Srebrny Wawrzyn Akademicki (5 listopada 1938)[3]

## Twórczość
- W pół drogi (pod pseudonimem; 1902)
- Obok szczęścia (1903)
- Trudno inaczej (1909)
- cykl o Richardzie Wagnerze: Prometeusz i perliczka (1936), Królowie (t. 1–2, 1937–1938) i Mocarz (1961)
- cykl o wieszczach: Zygmunt (1939), Adam (t. 1–2, 1955–1956), Juliusz i Salomea (powieść nie ukończona, fragmenty ukazały się w prasie; 1956–1959)